# Direttiva su taluni utilizzi consentiti di opere orfane
La direttiva 2012/28/UE del Parlamento europeo e del Consiglio introduce nell'ordinamento una "disciplina per garantire la possibilità di taluni utilizzi delle opere protette dal diritto d'autore o da diritti connessi per le quali non è stato individuato o rintracciato un titolare degli stessi diritti (cosiddette opere orfane)", presenti nelle collezioni di biblioteche, istituti di istruzione o musei, accessibili al pubblico, o di archivi o istituti per il patrimonio cinematografico o sonoro, per scopi connessi con la loro missione di servizio pubblico. Entrata in vigore il 28 ottobre 2012 e da recepire entro il 29 ottobre 2014, è stata recepita nell'ordinamento italiano con D.Lgs. 10 novembre 2014, n. 163.
Ciò si rende necessario perché, nel caso delle opere orfane, non è possibile ottenere il consenso del titolare dei diritti che occorre per la riproduzione e la messa a disposizione del pubblico delle opere e di altri contenuti protetti (v. direttiva 2001/29/UE del Parlamento europeo e del Consiglio, del 22 maggio 2001, recepita nell'ordinamento italiano con d.lgs. 68/2003, che ha modificato la L. 633/1941; v. anche i considerando nn. 6 e 7 della direttiva).
La direttiva, inoltre, rammentato (v. considerando n. 3) che l'istituzione di un quadro giuridico che promuova la digitalizzazione e la diffusione di opere orfane rientra nella azioni fondamentali dell'agenda digitale europea, evidenzia (v. considerando n. 8) – che la coesistenza di approcci differenti al riconoscimento dello status di opera orfana nei diversi Stati membri può ostacolare il buon funzionamento del mercato interno, nonché l'utilizzo delle opere orfane e l'accesso ad esse in altri paesi.

## Italia
Al fine indicato, l'art. 1 del D.Lgs. 163 inserisce nella legge 633/1941, in materia di protezione del diritto d'autore e di altri diritti connessi al suo esercizio, gli articoli da 69-bis a 69-septies.

### Definizione di opera orfana (art. 1, capoverso art. 69-quater, commi 1, 12 e 13)
Si definiscono orfani un'opera o un fonogramma di cui, al termine di una ricerca diligente (v. infra), non è stato individuato o, anche se individuato, non è stato rintracciato, alcun titolare dei diritti (art. 69-quater, co. 1).
Non possono essere considerate orfane le opere in commercio (art. 69-quater, co. 12).
Restano impregiudicate le disposizioni in materia di opere anonime o pseudonime (recate dalla L. 633/1941) (art. 69-quater, co. 13).

### Ambito di applicazione (art. 1, capoverso art. 69-ter)
La nuova disciplina si applica:
- alle opere e ai fonogrammi di prima pubblicazione o (in caso di mancata pubblicazione) di prima diffusione in uno Stato membro dell'UE (art. 69-ter, co. 1, alinea), considerate orfane;
- alle opere e ai fonogrammi, mai pubblicati o diffusi, che siano stati resi pubblicamente accessibili con il consenso dei titolari dei diritti (ad es., una tesi di laurea), e che siano stati depositati entro il 29 ottobre 2014. In tale ultimo caso, le utilizzazioni sono consentite solo se è ragionevole presumere, sulla base di documentate espressioni di volontà, che i titolari dei diritti non si opporrebbero a tale utilizzo (art. 69-ter, co. 2).

Con riferimento al termine del 29 ottobre 2014, l'analisi di impatto della regolamentazione (AIR) evidenzia che lo stesso è stato introdotto, utilizzando una possibilità conferita dall'art. 1, paragrafo 3, della direttiva, per segnare un discrimine temporale: solo per le opere depositate entro tale data occorrerà effettuare la ricerca diligente prima di poter qualificare le stesse come "orfane". Dopo tale data, l'autore sarà chiamato a firmare una liberatoria per il suo eventuale utilizzo quale "opera orfana".
Si tratta, in particolare, di opere e fonogrammi appartenenti alle seguenti categorie:
- libri, riviste, quotidiani, rotocalchi o altre pubblicazioni, nonché opere cinematografiche o audiovisive e fonogrammi, conservati da biblioteche, istituti di istruzione o musei, accessibili al pubblico, o da archivi o istituti per il patrimonio cinematografico o sonoro (art. 69-ter, co. 1, lett. a) e b));
- opere cinematografiche o audiovisive e fonogrammi prodotti da emittenti di servizio pubblico fino al 31 dicembre 2002, o da queste commissionati entro tale data per un uso proprio esclusivo o per uso esclusivo di altre emittenti di servizio pubblico coproduttrici, e conservati nei loro archivi (art. 69-ter, co. 1, lett. c)).

La normativa si applica, altresì, alle opere e agli altri contenuti protetti inclusi, incorporati o che formano parte integrante delle fattispecie di opere e fonogrammi sopra indicati (art. 69-ter, co. 3).
Il considerando n. 20 della direttiva precisa che, ai fini della stessa, si considera che gli istituti per il patrimonio cinematografico o sonoro comprendano le organizzazioni designate dagli Stati membri per svolgere attività di collezione, catalogazione, conservazione e restauro di filmati e altre opere audiovisive o fonogrammi che fanno parte del loro patrimonio culturale.

### Soggetti e modalità di utilizzo consentite delle opere orfane (art. 1, capoversi art. 69-bis e 69-quater, co. 7)
I soggetti già ante indicati – ossia, le biblioteche, gli istituti di istruzione e i musei, accessibili al pubblico, nonché gli archivi, gli istituti per il patrimonio cinematografico o sonoro e le emittenti di servizio pubblico (d'ora in avanti: organizzazioni) possono utilizzare le opere orfane unicamente per scopi connessi alla loro missione di interesse pubblico e con le seguenti modalità:
- riproduzione dell'opera orfana a fini di digitalizzazione, indicizzazione, catalogazione, conservazione e restauro;
- messa a disposizione del pubblico dell'opera orfana, in maniera che ciascuno possa avervi accesso dal luogo e nel momento scelti individualmente (art. 69-bis, commi 1 e 2).

Le organizzazioni possono concludere accordi con soggetti terzi, volti alla valorizzazione e fruizione delle opere orfane, a condizione che tali accordi non operino restrizioni nell'utilizzo da parte delle organizzazioni contraenti, non conferiscano alla controparte alcun diritto di utilizzo o di controllo dell'utilizzo da parte delle medesime organizzazioni, non siano in contrasto con lo sfruttamento normale delle opere, né possano arrecare un ingiustificato pregiudizio agli interessi dei titolari dei diritti (art. 69-bis, co. 5).
In qualsiasi utilizzo, le organizzazioni beneficiarie devono indicare il nome degli autori delle opere e degli altri titolari dei diritti individuati e utilizzare gli eventuali ricavi unicamente per coprire i costi connessi alla digitalizzazione e alla messa a disposizione del pubblico delle medesime (art. 69-ter, commi 3 e 4).
Qualora vi sia più di un titolare dei diritti, l'opera o il fonogramma possono essere utilizzati secondo i termini e nei limiti delle autorizzazioni concesse dai titolari dei diritti identificati e rintracciati (art. 69-quater, co. 7).

### Ricerca diligente e banca dati delle ricerche (art. 1, capoverso art. 69-quater, commi 2-6, 8-10, 14 e 15, e capoverso art. 69-septies)
Il D.Lgs. 163 delinea le caratteristiche della ricerca diligente che è necessario esperire ai fini dell'attribuzione dello status di opera orfana. In particolare, la ricerca:
- deve essere svolta dalle organizzazioni o da soggetto da loro incaricato anteriormente all'utilizzo dell'opera o del fonogramma, secondo i principi di buona fede e correttezza professionale (art. 69-quater, co. 2, primo periodo);
- è svolta nello Stato membro dell'UE di prima pubblicazione (o di prima diffusione), con l'eccezione delle opere cinematografiche o audiovisive il cui produttore ha sede o risiede abitualmente in uno Stato membro, nel qual caso la ricerca è svolta in quest'ultimo. Nel caso di opere coprodotte da produttori aventi sedi in differenti Stati membri, la ricerca deve essere svolta in ciascuno di questi (art. 69-quater, co. 8);
- nel caso di opere e fonogrammi mai pubblicati o diffusi, deve essere effettuata nello Stato membro in cui ha sede l'organizzazione che ha reso l'opera pubblicamente accessibile (art. 69-quater, co. 9);
- deve essere svolta consultando fonti di informazione appropriate, tra cui quelle specificamente individuate per ciascuna delle seguenti categorie di opere o di fonogrammi (art. 69-quater, co. 2, secondo periodo): libri; quotidiani, rotocalchi e riviste; opere visive, inclusi oggetti d'arte, fotografie, illustrazioni o altro materiale riprodotto in libri, riviste, quotidiani e rotocalchi o altre opere; opere audiovisive e fonogrammi.

In particolare, per tutte le categorie deve essere consultato il Registro Pubblico Generale delle Opere Protette, istituito presso il MIBACT.
Ai sensi dell'art. 103 della L. 633/1941, nel Registro Pubblico Generale delle Opere Protette (R.P.G.) sono registrate le opere soggette all'obbligo di deposito, con l'indicazione, tra l'altro, del nome dell'autore, del produttore e della data della pubblicazione.
Le altre fonti indicate includono il Sistema bibliotecario nazionale, il deposito legale (v. L. 106/2004), l'Anagrafe nazionale nominativa dei professori e dei ricercatori e delle pubblicazioni scientifiche , nonché associazioni di categoria e banche dati (art. 69-septies).
Ulteriori fonti da consultare nel corso della ricerca diligente possono essere individuate con (eventuale) decreto del Ministro dei beni e delle attività culturali e del turismo, da emanare sentite le associazioni maggiormente rappresentative dei titolari dei diritti e degli utilizzatori (art. 69-quater, co. 2, ultimo periodo).
Se nel corso di una ricerca svolta in Italia emergono motivi per ritenere che informazioni relative ai titolari dei diritti debbano essere recuperate in altri paesi, si procede comunque anche alla consultazione delle fonti di informazioni disponibili in tali paesi (art. 69-quater, co. 3).
Le organizzazioni conservano la documentazione relativa alle loro ricerche, in modo che sia disponibile a richiesta degli interessati (art. 69-quater, co. 14).
Le organizzazioni che effettuano la ricerca diligente comunicano al MIBACT, Direzione generale per le biblioteche, gli istituti culturali e il diritto d'autore, l'avvio della ricerca e gli esiti della stessa, con l'indicazione degli estremi identificativi delle opere e dei riferimenti per contattare la medesima organizzazione (art. 69-quater, co. 4, primo e secondo periodo).
Esse sono tenute, altresì, a comunicare al MIBACT gli utilizzi delle opere orfane (anche qualora la ricerca sia stata effettuata da altri), nonché qualsiasi modifica dello status di opera orfana relativo alle opere utilizzate (art. 69-quater, commi 6, primo periodo, e 4, terzo periodo).
Il medesimo decreto con il quale può essere integrato l'elenco delle fonti da consultare per la ricerca diligente può prevedere, altresì, ulteriori obblighi di comunicazione a carico delle organizzazioni (art. 69-quater, co. 6, ultimo periodo).
La ricerca diligente si intende conclusa – e, conseguentemente, le opere sono considerate orfane – decorso il termine di 90 giorni dalla data di pubblicazione sul sito del MIBACT dell'esito della consultazione delle fonti, senza che la titolarità dei diritti sia stata rivendicata da alcuno; in caso contrario, il MIBACT provvede a informare l'organizzazione che ha effettuato la ricerca della rivendicazione dell'opera da parte di uno o più titolari (art. 69-quater, co. 5).
Decorso il medesimo termine, il MIBACT trasmette all'Ufficio per l'armonizzazione del mercato interno dell'UE:
1. gli esiti delle ricerche diligenti effettuate che hanno permesso di concludere che un'opera o un fonogramma sono considerati un'opera orfana;
2. l'utilizzo che le organizzazioni fanno delle opere orfane;
3. qualsiasi modifica dello status di opera orfana delle opere e dei fonogrammi utilizzati dalle organizzazioni;
4. le pertinenti informazioni di contatto dell'organizzazione interessata (art. 69-quater, co. 15).

In base a quanto dispone l'art. 3, paragrafo 6, della direttiva, gli Stati membri adottano i provvedimenti necessari a garantire che le richiamate informazioni – specificamente elencate al paragrafo 5 del medesimo articolo – siano registrate in un'unica banca dati online pubblicamente accessibile, istituita e gestita dall'Ufficio per l'armonizzazione del mercato interno, conformemente a quanto previsto dal regolamento n. 386/2012/UE. A tal fine, essi trasmettono tali informazioni all'Ufficio citato "senza indugio" dopo averle ricevute dalle organizzazioni.
ordinare le due disposizioni.
Le procedure di ricerca descritte si applicano in tutti i casi in cui la ricerca è effettuata in Italia. Se la ricerca è effettuata da soggetti italiani in un altro Stato membro dell'UE, la stessa è svolta seguendo le procedure prescritte dalla legislazione nazionale di tale Stato membro (art. 69-quater, co. 10).
Presso il MIBACT, Direzione generale per le biblioteche, gli istituti culturali e il diritto d'autore, è istituita una banca dati delle ricerche (art. 69-quater, co. 4, ultimo periodo).

### Riconoscimento reciproco dello status di opera orfana (art. 1, capoverso art. 69-quater, co. 11)
Le opere orfane individuate in uno Stato membro sono considerate come tali in tutti gli Stati membri (principio del reciproco riconoscimento) (art. 69-quater, co. 11).

### Termine dello status di opera orfana ed equo compenso (art. 1, capoversi art. 69-quinquies e 69-sexies)
Il titolare dei diritti su un'opera o un fonogramma considerati orfani ha in qualunque momento la possibilità di porre fine a tale status, rivendicando la titolarità presso le organizzazioni che utilizzano l'opera o il fonogramma (art. 69-quinquies, co. 1, primo periodo, eart. 69-sexies, co. 1).
Il MIBACT comunica prontamente qualsiasi modifica dello status di opera orfana al già citato Ufficio per l'armonizzazione nel mercato interno (art. 69-sexies, co. 3 – v. osservazione ante).
In caso di controversia sulla titolarità dei diritti, si applica il tentativo di conciliazione di cui all'art. 194-bis della L. 633/1941 (art. 69-sexies, co. 2).
L'art. 194-bis della L. 633/1941 disciplina lo svolgimento della procedura di conciliazione, sottoscritta dall'associazione o dall'ente proponente e da consegnare al Comitato consultivo permanente per il diritto d'autore(di cui all'art. 190 della medesima legge), finalizzata a consentire l'esercizio delle eccezioni in materia di utilizzo delle opere o dei materiali protetti da misure tecnologiche, cui fa riferimento l'art. 71-quinquies, co. 4, della medesima legge.
Gli utilizzi delle opere non più orfane possono proseguire solo se autorizzati dai titolari dei relativi diritti e cessano di avere efficacia anche gli accordi conclusi dalle organizzazioni beneficiarie con soggetti terzi (art. 69-quinquies, co. 1, secondo periodo).
Al titolare dei diritti che pone fine allo status di opera orfana spetta, per il pregresso utilizzo, un equo compenso, che deve essere corrisposto dalle organizzazioni che hanno utilizzato l'opera o il fonogramma (art. 69-quinquies, commi 2 e 5).

Sull'argomento, il D.Lgs. 163 dispone che la misura e le modalità di determinazione e corresponsione di tale compenso sono stabilite mediante accordi fra le associazioni di categoria maggiormente rappresentative dei titolari dei diritti e quelle delle organizzazioni beneficiarie.
Sembrerebbe, dunque, trattarsi di accordi a carattere generale, da definire, cioè, "a monte".
Il testo, tuttavia, prevede anche che "nella stipula dei predetti accordi, le parti tengono in debito conto gli obiettivi di promozione culturale correlati all'uso effettuato dell'opera, la natura non commerciale dell'utilizzo fatto dalle organizzazioni […], nonché l'eventuale danno arrecato ai titolari dei diritti" (art. 69-quinquies, co. 3).
Prevede, altresì, che "In caso di mancato accordo […], i soggetti interessati possono esperire il tentativo di conciliazione di cui all'articolo 194-bis della L. 633/1941, al fine di determinare la misura dell'equo compenso. In difetto di accordo, i predetti soggetti possono adire la competente Autorità giudiziaria" (art. 69-quinquies, co. 4).
Queste ulteriori previsioni sembrerebbero riferirsi a casi singoli di opere non più orfane e, dunque, anche ai singoli soggetti interessati.

### Entrata in vigore (art. 2)
La nuova disciplina si applica alle opere e ai fonogrammi orfani tutelati alla data del 29 ottobre 2014 e successivamente.

### Disposizioni finanziarie (art. 3)
Dall'attuazione del provvedimento non derivano oneri a carico della finanza pubblica, ad eccezione di quanto disposto con riferimento all'istituzione della banca dati delle ricerche presso il MIBACT.
In particolare, si prevede che per la realizzazione di tale banca dati, per un importo massimo di 150.000 euro per il 2014, si provvede a valere sulle risorse del Fondo di rotazione per le politiche comunitarie di cui all'art. 5 della L. 183/1987, mediante corrispondente versamento all'entrata del bilancio dello Stato e successiva riassegnazione, con decreto del MEF, ad apposito capitolo dello stato di previsione del MIBACT.
Al riguardo, la relazione tecnico-finanziaria allegata al D.Lgs. 163 evidenzia che il MIBACT non dispone di una banca dati adattabile a questi scopi e che, quindi, è necessario crearne una apposita. Chiarisce, inoltre, che le risorse occorrenti per la manutenzione e gestione della banca dati, pari a euro 20.000 (presumibilmente, annui), sono rinvenibili nell'ambito di quelle disponibili a legislazione vigente perché l'attività rientra nelle finalità istituzionali del Ministero, e sono fronteggiabili con le dotazione di cui al cap. 3530 (Spese per acquisto di beni e servizi), relativo alla Direzione generale per le biblioteche, gli istituti culturali e il diritto d'autore. Chiarisce, altresì, che gli importi stanziati a valere sulle risorse del fondo di rotazione saranno accreditati sul cap. 7751 (Spese per l'informatica).
Con riferimento al Fondo di rotazione per le politiche comunitarie, si ricorda che in esso sono iscritte le risorse nazionali destinate al cofinanziamento degli interventi comunitari nelle aree oggetto di intervento dei fondi strutturali, che, per il principio di addizionalità, si affiancano alle risorse comunitarie per la realizzazione degli interventi della politica di coesione. Il Fondo è iscritto al cap. 7493 dello stato di previsione del MEF e nella legge di bilancio 2014 presenta una dotazione finanziaria pari a 5 miliardi sia per il 2014 che per il 2015 e a 4,5 miliardi per il 2016.